# Мліївський
«Мліївський»  — втрачений ботанічний заказник в Україні.

## Розташування
Існував у кварталі 15 виділі 2 Мліївського лісництва Смілянського лісгоспзагу Черкаської області.

## Пам'ятка
Оголошений рішенням Черкаського облвиконкому № 12 від 2 січня 1982 для збереження барвінку хрещатого.
Площа — 2 га.

## Скасування
Рішенням Черкаської обласної ради № 95 від 22.05.1990 «Про зміни та доповнення мережі природно-заповідного фонду області» заказник був скасований. Скасування статусу відбулося, тому що барвінок хрещатий зник у зв'язку з вирубкою головного користування.